# Критеј ла Магделен
Критеј ла Магделен (фр. Criteuil-la-Magdeleine) насеље је и општина у западној Француској у региону Поату-Шарант, у департману Шарант која припада префектури Коњак.
По подацима из 2011. године у општини је живело 438 становника, а густина насељености је износила 28,83 становника/km². Општина се простире на површини од 15,19 km². Налази се на средњој надморској висини од 63 метара (максималној 89 m, а минималној 25 m).

## Демографија
| 1962. | 1968. | 1975. | 1982. | 1990. | 1999. | 2011. |
| ----- | ----- | ----- | ----- | ----- | ----- | ----- |
| 565   | 606   | 600   | 538   | 506   | 513   | 438   |

График промене броја становника у току последњих година